# Atlanta Thrashers
Az Atlanta Thrashers egy megszűnt profi jégkorongcsapat az amerikai profi jégkorongligában vagy közismertebb nevén NHL-ben. A csapat székhelye a Georgia állambeli Atlanta volt. 1999 óta volt tagja az NHL-nek egészen 2011-ig. A keleti főcsoport délkeleti divíziójában szerepelt. Legnagyobb sikerét a 2006–2007-es szezonban érte el a gárda, amikor is megnyerte a délkeleti divíziót. Leghíresebb és az egyik legsikeresebb játékosa az orosz Ilja Kovalcsuk volt. 2011 májusában bejelentették, hogy a tulajdonosok a csapatot eladták és a franchise Winnipegbe költözik.

## Statisztikák és rekordok

### Játékos rekordok
- Legtöbb gól  szezonban: Ilja Kovalcsuk, 52 (2005–2006), (2007–2008)
- Legtöbb assziszt egy szezonban: Marc Savard, 69 (2005–2006)
- Legtöbb pont egy szezonban: Marián Hossa, 100 (2006–2007)
- Legtöbb büntetés perc egy szezonban: Jeff Odgers, 226 (2000–2001)
- Legtöbb pont egy védőtől egy szezonban: Ron Hainsey, 39 (2008–2009)
- Legtöbb pont egy újonctól: Dany Heatley, 67 (2001–2002)
- Legtöbb győzelem egy szezonban: Kari Lehtonen, 34 (2006–2007)
- Legtöbb shutouts egy szezonban: Kari Lehtonen, 4 (2006–2007), (2007–2008)

### NHL díjak és trófeák
- Calder-emlékkupa
  - Dany Heatley 2001–2002
- Maurice 'Rocket' Richard-trófea
  - Ilja Kovalcsuk 2003–2004